# Balingen
Balingen – miasto powiatowe w Niemczech, w kraju związkowym Badenia-Wirtembergia, w rejencji Tybinga, w regionie Neckar-Alb, siedziba powiatu Zollernalb, oraz wspólnoty administracyjnej Balingen. Leży nad rzeką Eyach, ok. 60 km na południowy wschód od Stuttgartu, przy drogach krajowych B27 i B463.

## Współpraca
- Francja: Royan